# Borboropactus silvicola
Borboropactus silvicola là một loài nhện trong họ Thomisidae.
Loài này thuộc chi Borboropactus. Borboropactus silvicola được George Newbold Lawrence miêu tả năm 1938.